# The Leech Woman
The Leech Woman is een Amerikaanse film uit 1960, geregisseerd door Edward Dein. Hoofdrollen werden vertolkt door Grant Williams, Coleen Gray en Phillip Terry.

## Verhaal
Een mysterieuze oude vrouw benadert Dr. Paul Talbot, en belooft hem het geheim van de eeuwige jeugd te onthullen. Hij volgt haar naar Afrika, waar hij en zijn vrouw June getuige zijn van een ritueel waarbij orchideestuifmeel en de pijnappelklier van een man worden gebruikt om iemand tijdelijk weer jong te maken.
June keert terug naar de Verenigde Staten met het plan om zichzelf voor eeuwig jong te houden. Ze begint mannen te vermoorden voor hun pijnappelklier. Ze gaat ermee door tot de politie haar op het spoor komt. June pleegt uiteindelijk zelfmoord door uit een raam te springen.

## Cast
| Acteur           | Personage       |
| ---------------- | --------------- |
| Coleen Gray      | June Talbot     |
| Grant Williams   | Neil Foster     |
| Phillip Terry    | Dr. Paul Talbot |
| Gloria Talbott   | Sally Howard    |
| John Van Dreelen | Bertram Garvay  |
| Estelle Hemsley  | Old Malla       |
| Kim Hamilton     | Young Malla     |
| Arthur Batanides | Jerry Lando     |

## Achtergrond
De film werd bespot in de cultserie Mystery Science Theater 3000.